# ちょっとまってパパ
『ちょっとまってパパ』は、1967年11月3日から1968年4月19日までTBS系列局で放送されていたTBS製作のテレビドラマである。全25話。放送時間は毎週金曜 21:00 - 21:30 （日本標準時）。

## 概要
実写版『サザエさん』の終了から1か月のブランクを経て開始された江利チエミの主演ドラマ。本作はボクシングジムを舞台にしていた。
江利はこの時期にTBSとの専属契約を解消したため、この金曜21:00枠で放送され続けた彼女の主演番組シリーズは本作の最終回をもって終了。江利はその後しばらくはフジテレビ系ドラマやNET系ドラマへの出演が中心になり、TBS系ドラマへは単発出演のみになっていたが、1975年5月にスタートした『はじめまして』で8年ぶりにTBS系ドラマのレギュラーに復帰した。

## 出演者
- 江利チエミ
- 伊志井寛
- 若原雅夫
- 工藤堅太郎
- ほか